# Rationalisierung (Ökonomie)
Rationalisierung sind in der Wirtschaft alle Maßnahmen, die zur Erhöhung der Arbeitsproduktivität, einer Verringerung der Gesamtkosten und zur Gewinnmaximierung beitragen sollen.

## Allgemeines
Seitdem sich die Betriebswirtschaftslehre als eigenständige Einzelwissenschaft etabliert hat, besitzt die Auseinandersetzung mit der Rationalisierung eine besondere Bedeutung, denn es handelt sich dabei um die grundlegendsten Maßnahmen zur Erhaltung oder Steigerung der Wirtschaftlichkeit eines Unternehmens, die somit letztlich der Existenzsicherung von Unternehmen dienen. Zum Zwecke der Wirtschaftlichkeitssteigerung suchte die noch junge Betriebswirtschaftslehre demzufolge nach allgemeinen Prinzipien, die den Unternehmen bei der Realisierung von Rationalisierungspotenzialen dienen sollten.
Hinzuweisen ist insbesondere auf die richtungsweisenden Arbeiten von Frederick Winslow Taylor (Taylorismus) bei der Prozesssteuerung von Arbeitsabläufen (1911), Friedrich von Gottl-Ottlilienfeld prägte 1923 als Gegenbegriff zum Taylorismus den Begriff Fordismus, der Rationalisierungsfragen bei der Massenproduktion aufgriff. Gottl-Ottlilienfeld gilt als Mitpräger des deutschen Rationalisierungsbegriffs (1929). Taylorismus und Fordismus galten schnell als wesentliche Kriterien der Rationalisierung. Der US-amerikanische Journalist Hubert Renfro Knickerbocker lobte 1932 Deutschland als Pionier der Rationalisierung: „Heute gibt es nach der Ansicht aller sachverständigen Beobachter in der ganzen Welt, auch die Vereinigten Staaten nicht ausgenommen, kein einziges Land, das einen besseren Industrieapparat besäße [als Deutschland]“. Auch Hermann Böhrs beschäftigte sich mit der Rationalisierung, und zwar mit dem Teilbereich der Bürorationalisierung (1958). Aufgrund der Unterschiedlichkeit der in einem Unternehmen möglichen Rationalisierungsaktivitäten entwickelte sich schnell eine unüberschaubare Vielfalt verschiedener theoretischer Rationalisierungsansätze. Die jeweiligen Schwerpunkte der Rationalisierungsaktivitäten gingen einher mit den aktuellen technischen, marktmäßigen und gesellschaftlichen Entwicklungen und unterliegen demzufolge einem ständigen Wandel.

## Inhalt
Der Begriff Rationalisierung weist in der heutigen Fachliteratur einen uneinheitlichen Inhalt auf. Der Wortbestandteil „rational“ (lateinisch vernünftig machen) stellt auf das Rationalprinzip ab. Die primären Bewertungsgrößen der Rationalisierung sind die wirtschaftlich ausgerichtete Wirtschaftlichkeit und die technisch orientierte Produktivität. Vielfach wird unter Rationalisierung auch der Ersatz von Personal durch Maschinen (Automatisierung und Mechanisierung bis hin zu Industrierobotern) verstanden. Durch den permanenten technologischen Fortschritt ist im Rahmen der Rationalisierung auch der Ersatz von technisch überholten Betriebsmitteln durch wirtschaftlich effizientere anzustreben (Rationalisierungsinvestition). Daneben gelten auch organisatorische Maßnahmen der Aufbau- oder Ablauforganisation als Rationalisierung, wenn Arbeitsprozesse zu einem verbesserten Wirkungsgrad optimiert werden. Rationalisierung liegt auch dann vor, wenn Produktionsfaktoren im Idealfall bis zum Pareto-Optimum kombiniert werden. Auch in einer Veränderung der betrieblichen Produktionsfaktorkombination ist eine Rationalisierung zu sehen: „Man nennt diese Veränderung der Faktorkombination dann Rationalisierung, wenn bei gleichem Ertrag der durch die neue Faktorkombination bedingte Aufwand kleiner ist und dieser gewählt wird. Die Differenz zwischen diesen zwei Aufwendungen ist der Rationalisierungseffekt“.

## Arten
Rationalisierungen können wie folgt systematisiert werden:
- technische Rationalisierung: zunehmender Einsatz von Maschinen und Apparaten zu Lasten des Personals, verbesserte Verfahrenstechniken und modernere Fertigungsverfahren, Beschleunigung der Durchlaufzeiten oder Normung. Eine Rationalisierung spart Arbeitskräfte, wenn sie das Grenzprodukt des Kapitals stärker erhöht als das Grenzprodukt der Arbeit.[10]
- Wirtschaftliche Rationalisierung: Ablauf- und Aufbauorganisation können zu einer Verschlankung in Verwaltung (flache Hierarchie) und Produktion (Lean Production) sorgen, tragen zur Vermeidung von Parallelproduktion und Doppelarbeiten bei, Einführung von Qualitätsmanagementsystemen, Spezialisierung durch Arbeitsteilung, Outsourcing oder Verringerung der Fertigungstiefe. Organisatorische Mängel (betriebliche Engpässe, unerwünschte Leerlaufphasen mit unnötigen Leerkosten) können ebenso Grund für Rationalisierungsmaßnahmen sein.
- Soziale Rationalisierung findet im Personalwesen statt. Zu nennen sind die Optimierung der Führungsstile („sinnorientierte Führung“), Ausbildung, Fortbildung, Motivation, Mitbestimmung oder Gewinnbeteiligung, aber auch Stellenabbau bis hin zu Massenentlassungen.

Diese Rationalisierungsmaßnahmen können isoliert oder kombiniert eingesetzt werden, angefangen an einer Stelle, über eine Abteilung, über einen Geschäftsbereich bis hin zum gesamten Unternehmen. Sie erfassen Bereiche wie Aufbau- und Ablauforganisation, Prozesstechnologien (Flexibilität und Automatisierung) oder Personal (Qualifikation, Mobilität, Arbeitszeitmodelle, Arbeitsmotivation). Ebenfalls müssen Rationalisierungspotenziale durch fertigungsgerechte Konstruktion, Variantenmanagement oder Plattformkonzepte genutzt werden, die in den Bereichen Forschung und Entwicklung, Konstruktion und Produktgestaltung verborgen sind. Daher empfiehlt sich ein weites Verständnis im Sinne einer Systemrationalisierung (siehe auch: Industrial Engineering).

## Rationalisierung als Systemrationalisierung
Die Bedeutung dieses umfassenden Rationalisierungsverständnisses liegt im Wesentlichen in drei Aspekten begründet:
- Im Gegensatz zur traditionellen, oftmals auf den (Produktions-)Bereich fokussierten Rationalisierungslehre wird das Unternehmen als Ganzes mit allen seinen Bereichen und Gestaltungsfaktoren in Input, Output, Personal, Technologie und Organisation erfasst.
- Dementsprechend muss das zugrundeliegende Wirtschaftlichkeitsverständnis auch weit umfassender sein, als dies gewöhnlich der Fall ist. Hierzu greift die Systemrationalisierung auf das komplementäre Konzept der Systemwirtschaftlichkeit zurück.[11]
- Systemrationalisierungs- und Innovationsprozesse stehen in einem komplementären Verhältnis und müssen stets gleichzeitig und gleichrangig von der Unternehmensführung gemanagt werden. Ist dies nicht der Fall, läuft das Unternehmen Gefahr „sich zu Tode zu rationalisieren“. Das heißt: dominiert im Unternehmen zur Verbesserung der Wettbewerbsposition die Kostenperspektive, folgt ein Rationalisierungsprojekt dem anderen, ohne das Phänomen des „abnehmenden Rationalisierungseffekts“ zu erkennen. Dagegen könnten durch Innovationen in Produkt und Prozess einerseits die Marktposition prinzipiell verbessert werden und zugleich gänzlich neue Rationalisierungsreserven erschlossen werden.

Systemrationalisierungsaktivitäten sollten nicht ad hoc durchgeführt, sondern im Rahmen einer Unternehmensstrategie systematisch vorbereitet werden. Hierzu kann eine grundlegende Schwachstellenanalyse der Einflussgrößen der Systemwirtschaftlichkeit beitragen. Sind entsprechende Schwachstellen identifiziert, müssen einzelne Rationalisierungsmaßnahmen erarbeitet werden. Zur Problemlösung stehen zahlreiche Rationalisierungs- und Gestaltungsprinzipien zur Verfügung.

## Rationalisierung und Volkswirtschaft
Rationalisierung kann die wesentliche Ursache für Wirtschaftswachstum sein, weil sie das Produktionspotenzial erhöht. Sie führt im Regelfall gesamtwirtschaftlich nicht zu steigender Arbeitslosigkeit, auch wenn das Stichwort Rationalisierung damit häufig verbunden wird. In einer hypothetischen Volkswirtschaft, in der alle Unternehmen ihre Kosten durch Rationalisierung um fünf Prozent senken, können entweder die Preise um 5 % sinken oder die Gewinnausschüttungen an die Gesellschafter oder die Löhne um 5 % oder einen ähnlichen Wert steigen, ohne dass hierdurch Inflation einsetzt. Sowohl sinkende Preise als auch steigende Löhne und Gewinnausschüttungen haben einen entsprechend nachfrageerhöhenden Effekt. Ein Unternehmen, das seine Produktivität jährlich um 5 % steigert, benötigt bei um 5 % steigender Nachfrage noch genau so viele Arbeitnehmer wie vorher. In einigen Wirtschaftszweigen kann dabei die Produktivität stärker als die Nachfrage steigen (es kommt zu Entlassungen), in anderen liegt das Produktivitätswachstum unter der Nachfragesteigerung (es kommt zu Neueinstellungen).
Zu der Frage, warum es dennoch langfristig zu Arbeitslosigkeit kommen kann, gibt es zwei unterschiedliche Erklärungsansätze, und zwar entweder  die neoklassische Arbeitslosigkeit oder die keynesianische Arbeitslosigkeit.

## Ziele
Die zunehmende Intensität des Wettbewerbs, hervorgerufen durch stagnierende Marktentwicklung und Globalisierung, machte deutlich, dass die
- Erschließung von Rationalisierungspotenzialen ein permanenter Prozess sein muss und
- ausschließliche Konzentration auf Rationalisierungsaktivitäten dann negative Folgen für die Unternehmensentwicklung besitzen kann, wenn notwendige Produktinnovationen dadurch vernachlässigt werden.

Alle Rationalisierungsmaßnahmen haben letztlich eine Kostensenkung und/oder Erlöserhöhung zum Ziel. Hauptziel der Rationalisierung ist mithin die Verbesserung der Ertragskraft und damit die Wiederherstellung oder Verbesserung der Wettbewerbsfähigkeit. Rationalisierungen sind notwendig, um Kostenvorteile zu erzielen, die die Wettbewerbsfähigkeit eines Unternehmens wiederherstellen oder verbessern. Oberstes Ziel ist letztlich die vernünftige, zweckmäßige Gestaltung der betrieblichen Verhältnisse unter sich ändernden Bedingungen.